# Economia autista
Autismo econômico ou economia autista é uma corrente de pensamento antiga da França que buscava o monopólio da verdade na economia neoclássica.

## Terminologia
A economia autista é lastreada mais na fantasia do que na realidade. Muitos economistas consideram esse termo ofensivo e que mostra desconhecimento sobre o que é o autismo e uma falta de empatia.

## Respostas
O ministro da educação francês respondeu que iria reformar parcialmente o autismo econômico. Existe uma revista de economia francesa focada só nesse tema. O opaco e incompreensível debate econômico sobre a ciência fez que fossem feito abaixo assinados contra esse tema. O Olivier Blanchard apoiou a economia autista enquanto outros economistas como Steve Keen e James K. Galbraith a criticaram.